# BB 67000
,,,
Les BB 67000 sont des locomotives diesel de la SNCF. Elles ont été commandées le 22 décembre 1960, et la première a été mise en service le 10 août 1963 au dépôt de Chambéry.

## Description
Les BB 67000 sont des locomotives diesel-électrique de ligne, utilisées pour des trains de voyageurs ou de marchandises. Les premières séries sont fabriquées par Brissonneau et Lotz à Aytré, Charente-Maritime.
En 1963 est livrée la BB 67001 au dépôt de Chambéry, première de la série BB 67001 à BB 67040. Puis suivirent les BB 67041 à 124, fruits d’une seconde commande. Toutes ces locomotives sont aptes à circuler en unités multiples (UM) avec les véhicules de la même série.
Après une première partie de carrière, et bien qu’une partie de la série ait été radiée, le gros des locomotives a été transformé : d’abord 20 machines en BB 67300, puis 75 autres en BB 67200. Les 5 dernières sont transformées en BB 67200 pour la LGV Est européenne.
Avec l'arrivée de machines plus modernes et la réduction de leur zone d'action à la suite des électrifications, la vitesse limite des BB 67000 a été réduite à 90 km/h par blocage du réducteur en position "petite vitesse".

## Dans la culture
La gare de La Souterraine apparaît dans le film de Patrice Chéreau Ceux qui m'aiment prendront le train (1998). A la 25e minute de ce film, la première vue complète du train en permet de constater qu'il est tracté par une CC 72000. Pourtant, à la 39e minute de ce film l'unique vue complète du train qui repart de la gare de La Souterraine le montre tracté par une BB 67000 ou l'une de ses versions (gros plan sur la locomotive à la 40e sans que le numéro de série soit lisible).[réf. nécessaire]

## Services effectués
En 1963, la BB 67001 a effectué des essais sur la ligne des Alpes entre Grenoble et Veynes.

## Lignes parcourues

### Dessertes voyageurs
- Paris - Granville
- Paris -  Le Havre (avant électrification, machines du dépôt de Caen)
- Paris - Cherbourg
- Paris - Serquigny (avant électrification)
- Rennes - Brest
- Rennes - Ligne d'Auray à Quiberon
- Rennes - Ligne de Savenay à Landerneau
- Rennes - Saint-Malo
- Strasbourg - Kehl
- Strasbourg-Saales (alternance avec AGC)
- Strasbourg-Haguenau (alternance avec AGC)
- Chambéry - Bourg-Saint-Maurice en UM (avant mutation[5])
- Chambéry - Modane
- Valence - Grenoble - Chambéry - Genève (en service international)
- Valence - Grenoble - Chambéry - Annecy
- Grenoble - Veynes - Gap - Briançon (par la ligne des Alpes)
- Grenoble - Lyon (avant mutation[5])
- Lyon - Roanne
- Nantes - La Roche-sur-Yon - La Rochelle - Saintes - Bordeaux-Saint-Jean
- Marseille - Nice - Vintimille (avant électrification)
- Paris - Nîmes (par la ligne des Cévennes)

(liste non exhaustive)

### Dessertes marchandises
- Rennes - Ligne d'Auray à Pontivy ou Ligne de Savenay à Landerneau
- Rennes - Saint-Brieuc - Brest
- Rennes - Ligne de Saint-Brieuc à Pontivy

- Nevers - Saincaize - Moulins - Saint-Germain-des-Fossés - Vichy - Riom - Clermont-Ferrand - Sarliève-Cournon[6]/Riom - Pont-de-Dore[6]/Riom - Gannat - Lapeyrouse - Montluçon - Lavaufranche[6]/Lapeyrouse - Saint-Eloy[6]/Saint-Germain-des-Fossés - Roanne - Saint-Etienne[6] - Sibelin - Vénissieux[7] (sans trajets directs)
- Nevers - Cosne - Montargis - Moret - Villeneuve - Corbeil - Malheserbes - La-Chapelle-la-Reine[7]

- Valence - Grenoble - Chambéry
- Grenoble - Lyon-Guillotière ou Sibelin
- Grenoble - Veynes (par la ligne des Alpes)
- Nîmes - Peyraud - Lyon (via la rive droite de la vallée du Rhône, avant l’électrification)
- Fos sur Mer - Miramas - Rognac - Aix en Provence - Gardanne - La Barque Fuveau[6]/Gardanne - Marseille-Saint-Charles[6]/Miramas - Tarascon[7] (trains d'alumine et de charbon) jusqu'à leur réforme (machines du dépôt d'Avignon)
- Fos sur Mer - Martigues - l'Estaque - Marseille-Blancarde[6]- Saint-Marcel[7]
- Avignon - Cavaillon - Miramas - Fos sur Mer[6]/Cavaillon - Saint-Auban[6]- Veynes - Gap - Chorges[7]

(liste non exhaustive)

## Dépôts titulaires
- Avignon (à partir de janvier 1989[5] et récupération de six machines de l’Établissement Matériel Traction de Chalindrey les autres étant transformées en BB 67200[6])
- Caen (de 1963 à octobre 1971 à Rennes puis retour de celle-ci à partir de juin 1986 jusqu'à mai 1987 avec une dotation de 30 machines début  1988[5])
- Chalindrey[8] (qui reçoit les dernières machines au nombre de 16 du dépôt de Caen en août-septembre 1991[5])
- Chambéry (de 1963 à 1969, puis transfert à Vénissieux[5])
- Clermont-Ferrand (de 1963 à février 1972[5])
- Longueau (avec 10 machines au 1er janvier 1997[5] jusqu'à une date antérieure au 1er janvier 1998[7])
- Marseille-Blancarde (septembre 1979 jusqu'en janvier 1989[5])
- Nevers (de septembre 1969 avec une dotation de 91 exemplaires fin 1975 jusqu'à une date antérieure de novembre 2003[9])
- Nîmes (de novembre 1963 à février 1972[5])
- Rennes (d'octobre 1964 jusqu'à juin 1986 à mai 1987[5])
- Tours - Saint-Pierre-des-Corps (avec 13 machines au 1er janvier 1997[5] jusqu'à une date antérieure au 1er janvier 1998[7])
- Vénissieux (de 1969 à septembre 1979[5])

## Machines particulières
- BB 67036 : seule BB 67000 à avoir reçu de construction un alternateur triphasé avec redresseur, au lieu de la génératrice à courant continu. Elle était capable d'alimenter électriquement une rame de voyageurs. Renumérotée BB 67291 le 1er mai 1966, elle préfigurait la série des BB 67300, puis a finalement été transformée le 24 janvier 1979 en BB 67390.[réf. souhaitée]

## Livrées

livrée "bleu diesel" d'origine avec moustaches aluminium
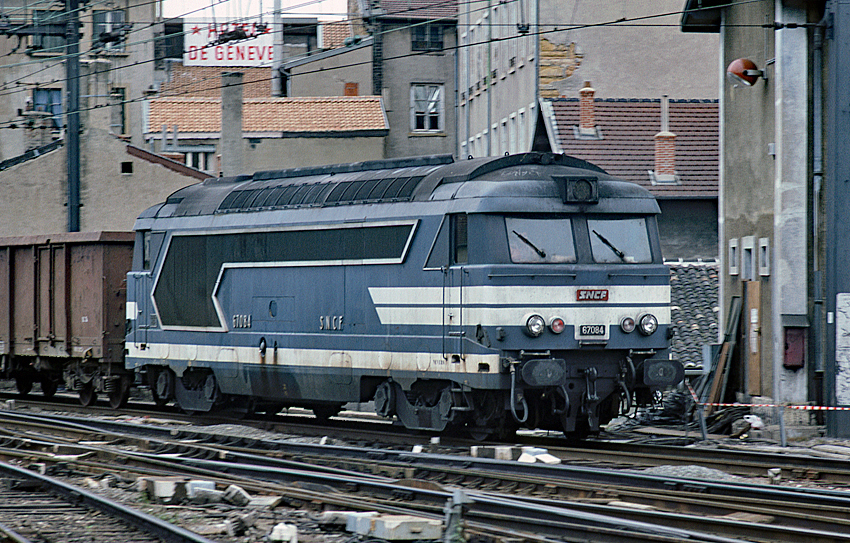
livrée "bleu diesel" cabine renforcée

## Modélisme
- Cette locomotive a été reproduite en O par la firme Lima.
- Cette locomotive a été reproduite en HO par les firmes Fobbi[12], Jouef (voir photo), Lima(BB67001 de 1969[12], la BB67020 qui est décrite dans les pages 24 et 25 de la revue de modélisme ferroviaire "Le Train"numéro 70 de février 1994), Hornby-Jouef en 2013-2014 et REE en 2015.
- Cette locomotive a été reproduite en N par les firmes Minitrix et Lima.